# Liste der Naturdenkmale in Kalkar

Wappen Stadt Kalkar

Die Liste der Naturdenkmale in Kalkar enthält die Naturdenkmale aus dem Landschaftsplan Nr. 5 (LP05) des Kreis Kleve. Rechtskraft seit 20. Juni 2018.
Nicht alle gelisteten Naturdenkmale befinden sich direkt in Kalkar. Durch den Geltungsbereich des Landschaftsplans sind auch einige Naturdenkmale aus der Gemeinde Bedburg-Hau eingebunden. Sie enthält 45 Bäume an 17 verschiedenen Standorten, die durch ihre Schönheit, Eigenart und / oder Seltenheit auffallen. Der Buchenhain am Kriegerdenkmal (ND 04) hat durch seine Lage auch historische Bedeutung.
| Denkmal-Nummer | Ort / Lage | Bezeichnung des ND                                              | Anzahl | Art                                                                   | Eingetragen seit | Schutzgrund                                | Beschreibung | Bild            |
| -------------- | --- | --------------------------------------------------------------- | ------ | --------------------------------------------------------------------- | ---------------- | ------------------------------------------ | --- | --------------- |
| ND 01          | Kalkar-Bedburg-Hau - Till-Moyland Viehweide, Nähe des Bodendenkmals Tillsches Haus, Sommerlandstraße 42 Karte            | Stieleiche                                                      | 1      | Stieleiche (Quercus robur)                                            | 2018             | Seltenheit Schönheit Eigenart              | Höhe: ca. 15 m Stammumfang: ca. 440 cm Kronendurchmesser: ca. 16 m | Fotos hochladen |
| ND 02          | Kalkar-Bedburg-Hau - Till-Moyland Im Pfarrgarten, südwestlich vom Pastorat, Dr. Verweyen-Str. 8 / Sommerlandstraße Karte | Blutbuche im Pfarrgarten in Till                                | 1      | Blutbuche (Fagus sylvatica purpurea)                                  | 2018             | Seltenheit Schönheit Eigenart              | Höhe: ca. 22 m Stammumfang: ca. 340 cm Kronendurchmesser: ca. 18 m | Fotos hochladen |
| ND 03          | Kalkar-Bedburg-Hau - Till-Moyland Ostseite des Pastorats, Dr. Verweyen-Str. 8 / Sommerlandstraße Karte                   | Esche am Pastorat in Till                                       | 1      | Esche (Fraxinus excelsior)                                            | 2018             | Seltenheit Schönheit Eigenart              | Eschenzwiesel Höhe: ca. 22 m Stammumfang: ca. 350 cm Kronendurchmesser: ca. 16 m | Fotos hochladen |
| ND 04          | Kalkar-Bedburg-Hau - Till-Moyland Waldstück zwischen Schloss Moyland und Ortschaft Till, Nähe Moyländer Allee 15 Karte   | Blutbuchenhain am Kriegerdenkmal in Till-Moyland                | 27     | Blutbuche (Fagus sylvatica purpurea)                                  | 1971             | Historische Bedeutung Seltenheit Schönheit | Höhe: ca. 5 – 24 m Stammumfang: ca. 14 – 265 cm Kronendurchmesser: ca. 1 – 14 m Der Kriegergedächtnishain wurde 1922 / 1923 errichtet. Abgegangene Buchen wurden durch neue ersetzt. Seit 24. September 1971 als ND ausgewiesen. | Fotos hochladen |
| ND 05          | Kalkar-Hanselaer Viehweide Leuthweg / Mintenweg Karte                                                                    | Walnussbäume in der Weide am Leuthweg in Hanselaer              | 2      | Walnussbaum (Juglans regia)                                           | 2018             | Seltenheit Schönheit Eigenart              | Höhe: ca. 24 m Stammumfang: ca. 310 bzw. 270 cm Kronendurchmesser: ca. 18 m | Fotos hochladen |
| ND 06          | Kalkar-Appeldorn Burg Boetzelaer, Reeser Straße 247 Karte                                                                | Mammutbaum bei Burg Boetzelaer                                  | 1      | Mammutbaum (Sequoiadendron giganteum)                                 | 2018             | Seltenheit Schönheit Eigenart              | Höhe: ca. 27 m Stammumfang: ca. 490 cm Kronendurchmesser: ca. 8 m | Fotos hochladen |
| ND 07          | Kalkar-Appeldorn Fatimaweg 38, unweit der Fatima-Kapelle Karte                                                           | Birne am Fatimaweg                                              | 1      | Birne (Pyrus communis)                                                | 2018             | Seltenheit Schönheit Eigenart              | Höhe: ca. 8 m Stammumfang: ca. 240 cm Kronendurchmesser: ca. 8 m | Fotos hochladen |
| ND 08          | Kalkar-Altkalkar Talmulde unterhalb Ginsterweg Karte                                                                     | Stieleiche in der Wiese östlich Ginsterweg am Kalkarer Berg     | 1      | Stieleiche (Quercus robur)                                            | 2018             | Seltenheit Schönheit Eigenart              | Höhe: ca. 22 m Stammumfang: ca. 350 cm Kronendurchmesser: ca. 18 m | Fotos hochladen |
| ND 09          | Kalkar-Altkalkar Trompetweg Karte                                                                                        | Esskastanie an der Hofstelle am Trompetweg in Altkalkar         | 1      | Esskastanie (Castanea sativa)                                         | 2018             | Seltenheit Schönheit Eigenart              | Höhe: ca. 22 m Stammumfang: ca. 690 cm Kronendurchmesser: ca. 16 m 50 m nördlich von ND10 | Fotos hochladen |
| ND 10          | Kalkar-Altkalkar Trompetweg Karte                                                                                        | Stieleiche an der Hofstelle am Trompetweg in Altkalkar          | 1      | Stieleiche (Quercus robur)                                            | 2018             | Seltenheit Schönheit Eigenart              | Höhe: ca. 24 m Stammumfang: ca. 380 cm Kronendurchmesser: ca. 18 m 50 m südlich von ND09 | Fotos hochladen |
| ND 11          | Kalkar-Neulouisendorf Hof Auf dem Totenhügel, Neulouisendorfer Straße Karte                                              | Esskastanie am Hof Auf dem Totenhügel - Neulouisendorfer Straße | 1      | Esskastanie (Castanea sativa)                                         | 2018             | Seltenheit Schönheit Eigenart              | Höhe: ca. 17 m Stammumfang: ca. 370 cm Kronendurchmesser: ca. 11 m | Fotos hochladen |
| ND 12          | Kalkar-Neulouisendorf Hofeinfahrt Hochstraße Karte                                                                       | Blutbuche und Sommerlinde an der Hochstraße                     | 2      | Blutbuche (Fagus sylvatica purpurea) Sommerlinde (Tilia platyphyllos) | 2018             | Seltenheit Schönheit Eigenart              | Höhe: je ca. 22 m Stammumfang: ca. 350 bzw. 370 cm Kronendurchmesser: je ca. 17 m Hofbäume, Blutbuche und mehrstämmige Sommerlinde                                                                                               | Fotos hochladen |
| ND 13          | Kalkar-Neulouisendorf Hof an der Neulouisendorfer Straße 95 Karte                                                        | Esskastanie am Hof an der Neulouisendorfer Straße               | 1      | Esskastanie (Castanea sativa)                                         | 2018             | Seltenheit Schönheit Eigenart              | Höhe: ca. 17 m Stammumfang: ca. 440 cm Kronendurchmesser: ca. 16 m | Fotos hochladen |
| ND 14          | Kalkar-Neulouisendorf Neulouisendorfer Straße 85 Karte                                                                   | Winterlinde an der Neulouisendorfer Straße                      | 1      | Winterlinde (Tilia cordata)                                           | 2018             | Seltenheit Schönheit Eigenart              | Höhe: ca. 23 m Stammumfang: ca. 350 cm Kronendurchmesser: ca. 18 m Alter: ca. 170 Jahre | Fotos hochladen |
| ND 15          | Kalkar-Altkalkar Drißkamp Karte                                                                                          | Esskastanie im Drißkamp                                         | 1      | Esskastanie (Castanea sativa)                                         | 2018             | Seltenheit Schönheit Eigenart              | Höhe: ca. 15 m Stammumfang: ca. 470 cm Kronendurchmesser: ca. 22 m Auf ca. 2–3 m Stammhöhe vier fast waagrecht wachsende Stämmlinge. Äste teilweise abgestützt.                                                                  | Fotos hochladen |
| ND 16          | Kalkar-Bedburg-Hau - Louisendorf Mühlenweg, nah an der Kommunalgrenze Karte                                              | Rotbuche                                                        | 1      | Rotbuche (Fagus sylvatica)                                            | 1971             | Seltenheit Schönheit Eigenart              | Höhe: ca. 24 m Stammumfang: ca. 450 cm Kronendurchmesser: ca. 25 m Mächtige Rotbuche mit ausgeprägten oberirdischen Wurzelläufen. Sie wurde bereits am 24. September 1971 als ND ausgewiesen.                                    | Fotos hochladen |
| ND 17          | Kalkar-Bedburg-Hau - Louisendorf Louisenplatz / Pfalzdorfer Straße Karte                                                 | Stieleiche                                                      | 1      | Stieleiche (Quercus robur)                                            | 2018             | Seltenheit Schönheit Eigenart              | Höhe: ca. 22 m Stammumfang: ca. 450 cm Kronendurchmesser: ca. 22 m | Fotos hochladen |